# 粟特
粟特（古波斯语：Suguda-或 Sogdiana），古称栗弋、窣利、索格特，為中亞古代民族，粟特原本生活在阿姆河和錫爾河之間的澤拉夫善河流域，通稱索格底亞那（Sogdiana），今屬烏茲別克，部份在塔吉克和吉爾吉斯。粟特由大小不一的綠洲國家組成，常臣屬於外族，屬於商業民族，控制了絲綢之路上的貿易，散居遠方。粟特人以原籍國名為姓，有安氏、石氏、康氏、曹氏、羅氏、何氏、米氏、賀氏、史氏共九姓，进入中土又以西北首府凉州作为首站据点。歸化中土者後代大多数以武威郡、敦煌郡，以及洛阳和长安作为自己的郡望。

## 歷史

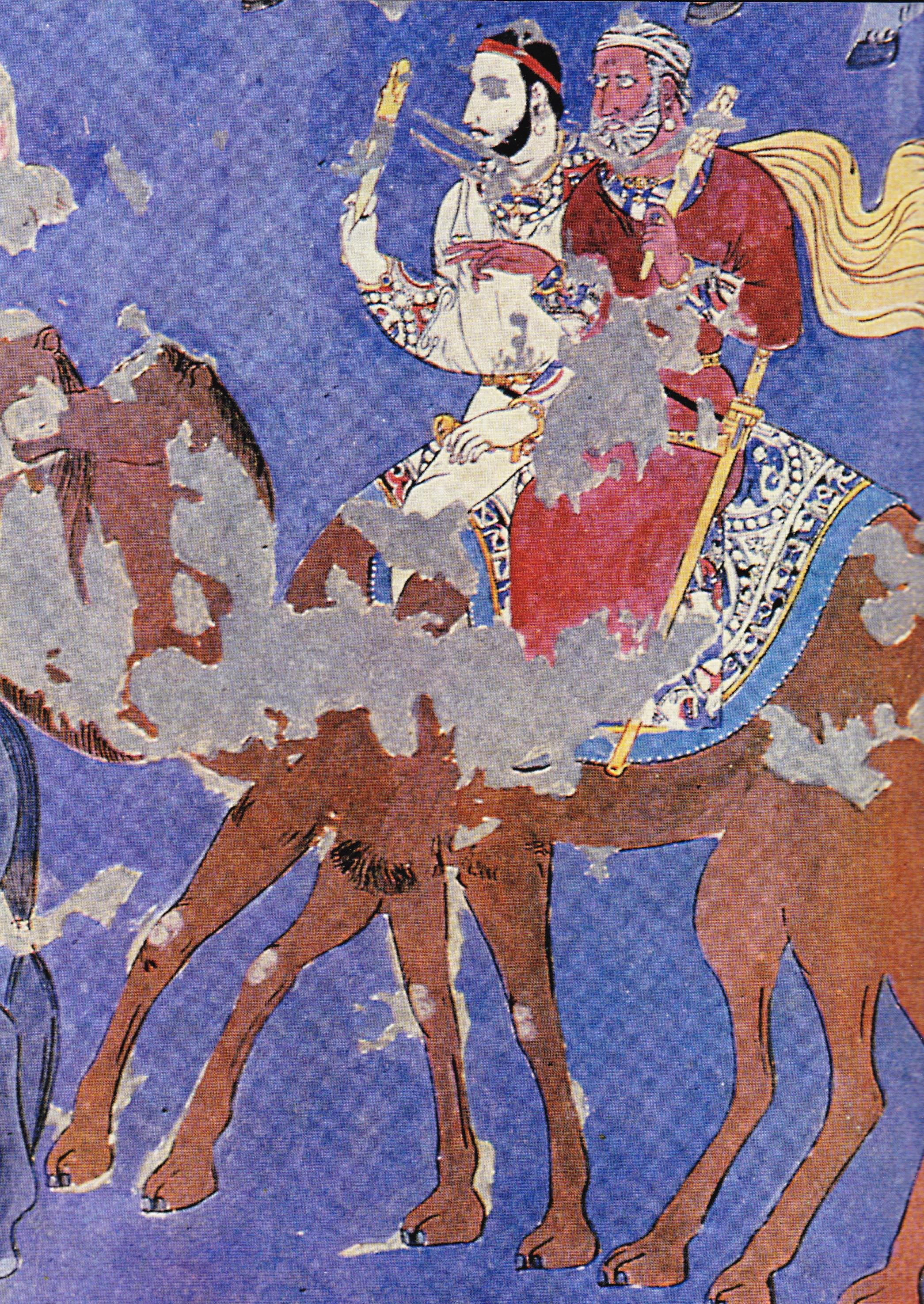
撒馬爾罕北部的粟特人壁畫

粟特始终沒有形成統一的帝國，長期受強鄰控制，先後臣屬於波斯的阿契美尼德王朝、希臘的亞歷山大帝國、塞琉古王朝、康居、月氏、貴霜、嚈噠、突厥、唐朝等。

### 公元前

#### 波斯大流士时代（公元前550年~公元前330年）
公元前6世纪，在大流士一世统治下的波斯帝国贝希斯敦碑铭上，已经第一次出现“粟特地区”和“粟特人”这两个词。碑铭上记载：“粟特人朝贡大流士，带来了大夏青金石、草原斯基泰人的金碗。”可见在青铜时代粟特人处于波斯阿契美尼德王朝统治之下。
公元前5世紀時，粟特人仍受阿契美尼德王朝統治，曾參與攻击希臘的戰爭，同時由畜牧趨向定居和務農。

#### 亚历山大东征的希腊化（公元前329年~公元前146年）
公元前4世纪，马其顿亚历山大东征，并在撒马尔罕娶粟特公主羅克珊娜，随行的希腊史学家记录了粟特人反抗希腊征服的情形。但希腊人最终并没有在粟特地区建立强大的统治，只是在粟特地区以南建立起了希腊化大夏王朝。粟特的伊尔-库尔干古城和粟特邻近的大夏阿伊-卡努姆古城，皆为希腊化城堡，都是在公元前146年游牧部落的侵袭之下荒废的。
前3至前2世紀時，粟特受希臘統治，各地區開始獨立發展，在索格底亞那的綠州上，聚集成多個大小不一的城邦，粟特人成為商人、教士、士兵，分佈於遠方。

#### 康居行国（公元前146年~公元224年）
公元3世纪或者更早一点的西方史书，未记载粟特绿洲国受游牧部落“康居”统治的历史，但是汉文史书记载了这段历史。《後漢書·西域傳》记载：“栗弋國屬康居。出名馬牛羊、蒲萄眾果，其土水美，故蒲萄酒特有名焉。”

### 1至6世紀
粟特人在丝绸之路上的行商活动，公元初年就出现在东汉中国、帕提亚波斯和大秦罗马帝国的欧洲。英国人斯坦因1907年在中国敦煌烽燧流沙中发现了「粟特文古信札」（Sogdian Ancient Letters），表明在公元四世纪初，以撒马尔罕为都城的粟特九姓胡人，在313年前后纷纷移居至西域三十六国、凉州（河西走廊、青海）以及西晋的长安、洛阳。
在3-8世紀時，粟特並不強大，卻是中亞最先進的國家之一，是河中地區的領袖。据中国史书《北史》记载，中亚的粟特諸國中，以撒馬爾罕為中心的康國最大，此外有布哈拉的安國、蘇對沙那（乌斯特鲁沙那）的東曹國、劫布呾那的曹國、瑟底痕的西曹國、弭秼賀的米國、屈霜儞迦的何國、羯霜那（另做“渴石”，今夏赫里、沙勃兹）的史國、赭時（亦作柘枝，今塔什干）的石國等等。不同時期，諸國或有分合，合稱昭武九姓。粟特諸國中康國最強，常是其他各國的代表。

#### 萨珊波斯时期（公元3世纪）
公元3世纪，波斯萨珊王朝在沙普尔一世统治下，占据了粟特，北到石国柘枝山，南到撒马尔罕东北的达支扎克峡谷。但萨珊波斯开始统治粟特的具体年份，史书中没有记载。

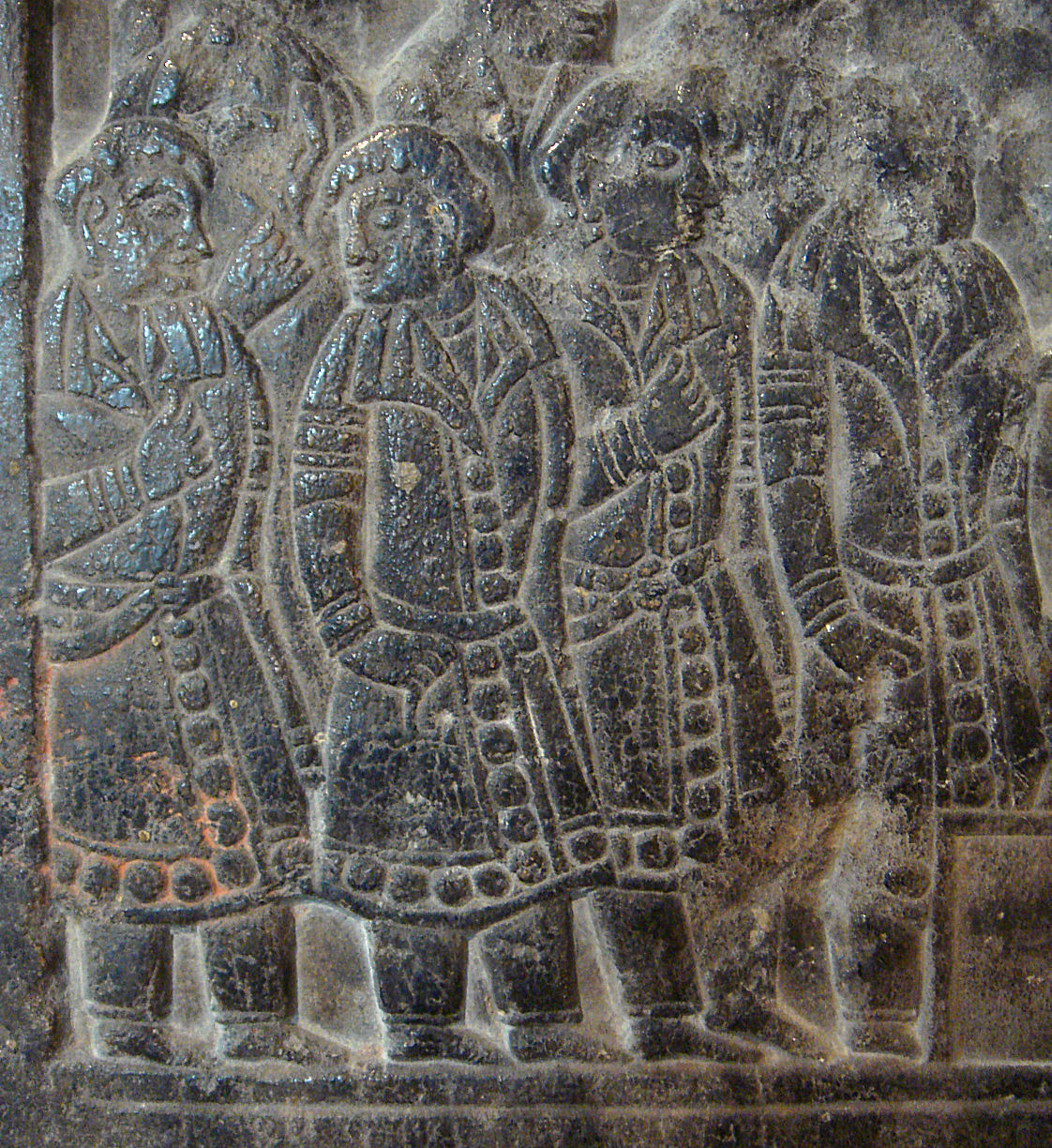
中國北齊時的粟特人浮雕

#### 白匈奴时期（公元509年~公元653年）
公元4世紀後半，萨珊波斯在粟特的统治衰微，白匈奴游牧人趁机侵入大呼罗珊地区。
公元484年，萨珊波斯派出的大军在与白匈奴人的赫拉特之战中几被全歼，波斯王卑路斯一世被杀，其两个女儿与部下随扈被俘，此战后，萨珊波斯失去了控制粟特地区的力量。战后白匈奴获得波斯人大量纳贡，并逐步在粟特各城建立起军事重镇。从白匈奴向拜占庭帝国派遣去的粟特人使团判断，白匈奴统治者就居住在粟特城中。
約公元509年，白匈奴人占领粟特九国，开始統治粟特，其後暴君阿布魯伊統治布哈拉，粟特人向西突厥求助。

#### 突厥汗国时期（公元563年~公元658年）
公元557年，白匈奴帝国在布哈拉之战中被萨珊波斯王库思老一世和新崛起的西突厥汗国组成的联军打败，白匈奴领土被瓜分，粟特地區歸於突厥。
战后，萨珊波斯与西突厥汗国的关系迅速恶化、联盟瓦解，突厥与白匈奴残部之间持续的拉锯战引发了布哈拉城的动荡与骚乱，粟特贵族们拖儿带女逃往锡尔河北岸的草原。在突厥人的支持下，粟特人很快重回布哈拉城，由此，双方建立深刻友谊，關係有如同盟，而非宗主與屬國。突厥可汗虽在粟特九国行使可汗权力，但仍把女兒嫁與康國國王，并派兵保护丝绸之路上的粟特商队，并任命粟特人為官員，在外交与诸多领域担任要职，協助治理突厥汗國。在西突厥汗庭中，一般由粟特人掌管文書。

### 7世紀及以後

#### 归顺大唐（公元658年~公元751年）
公元631年唐太宗击败东突厥，公元657年唐高宗击败西突厥，唐朝滅西突厥汗國。
公元658年，撒马尔罕城主拂呼缦（Varkhuman）率其他粟特九国领袖臣服唐朝。唐在粟特地區設立羈縻州府，将粟特各國的宗主權轉歸唐朝，将管辖权划归“康居都督府”，归于安西大都护府治下。粟特名義上臣服，但实际上粟特九国仍保持了很大程度的城国自主，東突厥則仍時常來掠奪甚至佔領城市。
考古证据表明，在整个7世纪，粟特各大城池如怒放的花朵一般繁荣兴旺，撒马尔罕在玄奘眼中风物盛极一时。

#### 大食征服（公元685年~公元739年）
7世紀後半，阿拉伯人征服萨珊波斯後，向粟特進兵，历经数十年，大食的几任呼罗珊总督都在不遗余力地谋划征服粟特。
公元706年，粟特毕国陷落；
公元711年，撒馬爾罕向大食投降。围城期间，撒马尔罕王乌勒伽曾向大唐求援。
公元712年，布哈拉陷落，粟特与大食簽訂撒馬爾罕條約，確定阿拉伯人在粟特地區的霸權。
公元722年，彭治肯特被屠城后遭付之一炬。
公元720年代，粟特人起義，遭受鎮壓，大量遷離，锡尔河突厥北千泉叶迪苏草原（今吉尔吉斯斯坦境内）成为了粟特人的流亡之地。
公元739年，阿拉伯人與粟特締結條約，大批粟特人歸國。其後唐朝安西四鎮節度使高仙芝捕捉石國國王，擄掠其國；
公元751年，粟特諸國聯合阿拉伯軍隊在怛羅斯戰役击败唐軍，唐势力退出粟特地区。
公元750年代開始至公元850年之间，上万粟特人迁居波斯古城木鹿、尼沙普尔、巴格达、撒马拉。期间，粟特人開始皈依回教，幾十年後終於伊斯蘭化。粟特統治者也逐渐權力衰亡，到10世紀，粟特原有文化也被遺忘（被黑汗王朝突厥化）。

## 语言文字
粟特語是伊朗語族東伊朗語的分支，文字用阿拉姆語的一種變體，通稱粟特文。粟特語一直是絲綢之路上的國際語言，在6世紀後半，也成為突厥的官方語言。粟特人根據不同的宗教，會使用不同的文字，佛教徒使用源自阿拉姆語字母的粟特文，基督徒用敘利亞字母，摩尼教徒也有他們自己的文字，但後兩者也會用粟特文。8世紀開始，新波斯語塔吉克語傳入粟特，在9-11世紀取代原來的粟特語。

## 社會
粟特人的聚落是自治的，稱為「納夫」，由貴族、商人、自由農民及工匠組成，當中地位最高的是貴族「阿扎特」，擁有土地和村莊，是地方君主的家臣，其次是商人「華卡爾」，第三類是平民「卡里卡爾」，要交納人頭稅，其下還有奴隸。 5-7世紀時，粟特城鎮快速發展，部份發展成商人城市。城市有自己的官員和稅收，領袖通常由名人選舉產生，在城邦內並無絕對權力。

## 宗教
粟特人主要信奉祆教，其次是摩尼教和景教，佛教在早期一度流行，到7世紀消失。粟特的祆教有濃厚地方色彩，保留了當地對祖先和日月的祭祀；粟特人也崇拜家族及社區的保護神，粟特神像則往往取材自印度教神像。8世紀時，入華漢化的粟特移民部份皈依佛教，把中文佛經翻譯為粟特文。

## 經濟
粟特人的經濟基礎是農業，依靠人工灌溉，並且掌握了絲綢之路的貿易。

### 商业
粟特商人經商貿易的範圍，從拜占庭到中國，並控制了中亞到印度河流域的南路。3世紀時，他們南下到貴霜境內的巴克特里亞和犍陀羅，4世紀初，粟特開始控制了絲綢之路的貿易，從5至8世紀，幾乎壟斷了陸上絲綢的國際貿易。 6-7世紀時，粟特人也掌握了從拜占庭和波斯通往歐洲西北部的「毛皮之路」。粟特人外出經商，往往結伙而行，少則數十人，多則數百人，並有武裝自衛，沿途建立聚落，商隊首領稱「薩寶」。他們把西方的金銀、香料、藥材、奴婢、畜牲、器皿、首飾運到中國，又把中國的絲綢運到西方。為了打通到拜占庭的絲綢貿易，粟特曾出使波斯請求通商。

### 金融业
粟特早期一直模倣前3至2世紀希臘人的錢幣，鑄造多種錢幣。到5世紀，撒馬爾罕錢幣的質量極其低劣，弓箭手像已模糊，重量大減，到6世紀停鑄。粟特也使用薩珊波斯的銀幣，4世紀初起，波斯銀幣開始成為絲路上通行的交易媒介；5世紀開始，粟特以銀銅合金鑄造倣波斯的銀幣，銀幣上有布哈拉王的尊號。7世紀時，粟特也鑄造倣唐朝銅錢的方孔青銅錢幣。

### 手工業
5世紀起，粟特陶器製作發達，到7世紀後半開始，陶器餐具設計大變，形狀和裝飾都模倣貴族的銀器。6世紀後期起，粟特人織造絲綢，運往各處；蠶絲產自當地，也從中國輸入，絲綢圖案主要依據拜占庭與波斯的傳統。粟特沒有一流的染料，絲綢褪色較嚴重，不及中國的光鮮。粟特盔甲製作精良堅固，能保護士兵全身，工藝水平先進。

## 文化

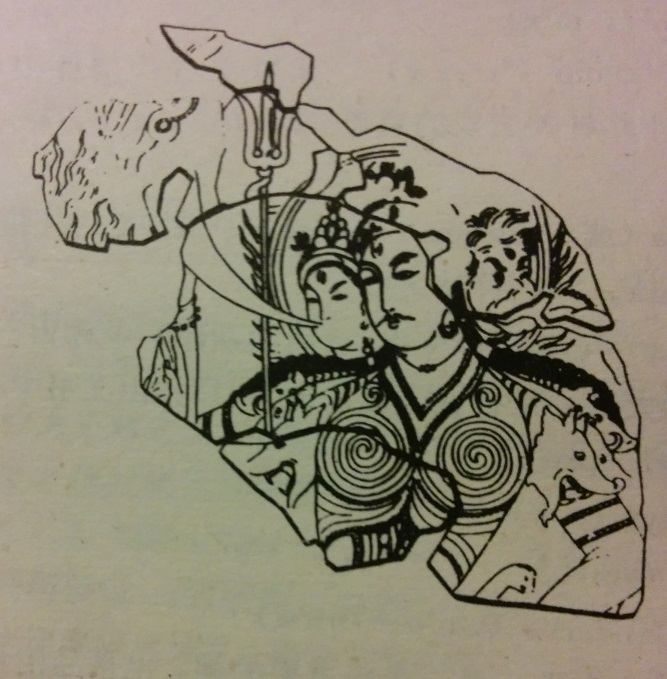
8世紀粟特壁畫上的神像

7-8世紀是粟特經濟和文化的黃金時期。服裝方面，5世紀時粟特衣飾類似貴霜帝國，6世紀時則受嚈噠和薩珊波斯影響，7及8世紀則類似突厥，貴族有黃金飾件的皮帶。文學方面，粟特人翻譯波斯史詩，有些寓言故事出自印度《五卷書》和希臘伊索寓言。美術方面，6世紀開始，城中住宅繪有壁畫，到8世紀早期，品治肯特有1/3房屋都有壁畫。壁畫繪畫神像，描繪宴會、狩獵、動物和各種寓言故事，天花板則有雕像和浮雕，宮廷壁畫亦有以粟特歷史為主題。神像有印度風格，也有描繪中國人的畫像。

## 建築
粟特發展先進的城市文明，撒馬爾罕是粟特最大的城市，4世紀時，粟特人沒有足夠人力防守撒馬爾罕長達6公里的古城牆，建造第二城牆，城內面積66公頃，至於布哈拉面積是34公頃，品治肯特13.5公頃。從6世紀開始，城市有完整的地坪，房屋由黃土和泥磚建成，屋頂用泥磚砌成拱形圓頂，再抺上黃土，並開始有二層樓，8世紀開始有三層樓。鄉村貴族建有城堡，農民的房子則像19世紀塔吉克農民的房屋。

## 移民

### 範圍

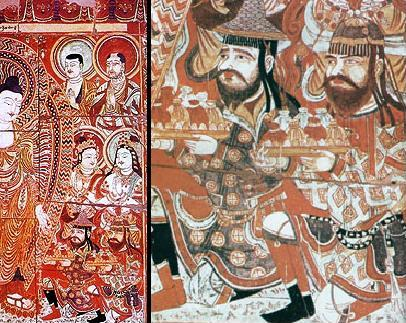
8世紀中國吐魯番的供佛粟特人壁畫

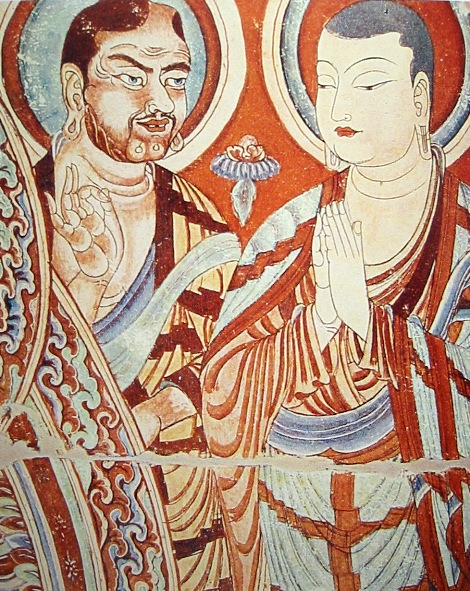
中國新疆吐魯番一千佛寺壁畫上的兩位佛教僧侶，公元9世紀；雖然阿尔伯特·冯·勒柯克（1913）認為藍眼睛的紅發和尚是吐火罗人，現代学者已經確定了與粟特族相同的佛窟（9號）的類似白種人，[43]在唐中叶（七至八世紀）和維吾爾統治階段（9-13世紀），居住在吐魯番作為少數民族社區。

為了經商和逃避戰爭，粟特人大批移居外地，聚居地遍佈中亞，南到阿拉霍西亞，東到塔里木盆地、蒙古高原和中國北方。前4世紀時，粟特人已開始移居到塔里木盆地，以後在塔里木盆地的南北道沿途的綠州，如于闐、樓蘭、疏勒、龜茲、焉耆等地，以及在河西走廊都建有聚落，在4世紀初開始，在中國西北城市，如凉州（武威郡）和敦煌也建立聚落，以至移居長安和洛陽。8世紀中葉開始，中國西部粟特聚落居民漸少，8世紀末吐蕃佔領敦煌，凉州的粟特聚落最終消失。
粟特人亦移居突厥和回紇汗國。唐朝初年，在靈州一帶安置來降的突厥人，當中包括在突厥內部的粟特遊牧部落。唐朝在靈州以南新設六個羈縻州，安置他們，同时在唐末的凉州也有粟特一族建立Hor国。到11世紀，粟特地區原有的文化和語言都被遺忘後，在塔里木盆地和七河地區仍有粟特人繼承其文化傳統。。其後代在元、明、清時被歸入回族之中。至中華人民共和國建立後，將回族分為維吾爾族與回族兩大族群。

### 組織
入華粟特商人一般富有，在中國西部建立自治聚落，居民自行武裝，並累世掌握當地兵權，出任地方官職，左右地方政局。在粟特聚落中，領袖叫薩寶（亦作薩保、薩簿），以凉州薩寶最为出名，亦即其商隊首領及宗教領袖。北朝和隋唐政府為了控制粟特聚落，把薩寶納入中國的官僚體制，專門授予粟特人。唐朝把部份粟特聚落改為鄉里，居民則入籍唐朝。
粟特聚落往往建有祆祠，由薩寶手下的祠正和祆祝管理。聚落保持祆教信仰，有助保持民族凝聚力，就像猶太人以猶太教維繫。來華後，粟特人以原籍國名為姓，有康氏、安氏、石氏、曹氏、羅氏、何氏、米氏、賀氏、史氏共九姓。有學者認為，早期入華的粟特人主要是內部通婚，較少與漢人通婚，安史之亂後才增加與漢人通婚；也有學者認為，來華的粟特人主要是男性，一直到與漢族女子通婚。

### 政治勢力
在南北朝和隋唐時，部份粟特移民在中國入仕，以從軍居多，官至都督。粟特人精通多種語言，往往也充任使者，或出任翻譯。
唐朝初年，粟特部落跟隨突厥歸降，他們善於征戰，唐朝讓他們移居東北，利用粟特人對付契丹和奚兩個外族，當中安祿山和史思明二人都在與契丹和奚兩族的戰鬥中坐大，東遷河北的粟特人許多成為安祿山麾下的將士，在安史之亂中成為叛軍的主力。史思明號稱「昭武皇帝」，就是昭武九姓的皇帝之意。
安史之亂後，唐朝開始排斥外族，更多粟特人遷居河北，加速當地的胡化，增強割據藩鎮的力量，如魏博節度使史憲誠、何進滔，都是粟特人，直到晚唐，河北粟特人有增無減，並且加入沙陀部族，勢力強大，其中石敬瑭成為後晉皇帝。

## 影響
粟特對波斯、印度、中國間的文化交流，起重要的中介作用。粟特人把祆教、摩尼教、景教傳入中國，合稱「唐代三夷教」，在唐代，祆祠獲得官方確認和資助，融入當地文化，參與年終驅儺等漢人習俗，並為人祈雨。粟特藝術對突厥、可薩人、馬扎兒人等草原民族和唐代中國的金屬製品，有強烈影響；粟特人能歌善舞，也影響中國音樂和舞蹈。

## 延伸阅读
[在维基数据编辑]
 《周書·卷50》，出自令狐德棻《周書》
 《北史·卷097》，出自李延壽《北史》

### 引用
1. ↑  Harmatta編：《中亞文明史》第二卷，頁357；榮新江：《中古中國與外來文明》，頁19。
2. ↑  榮新江：《中古中國與外來文明》，頁19；榮新江：《華戎交匯》，頁66。
3. ↑  榮新江：《華戎交匯》，頁67；榮新江：《中古中國與外來文明》，頁19。
4. 1 2 3 4 5 6 7 8 9 10 11  （俄）马尔夏克. . 中国广西桂林: 漓江出版社. 2016年11月. ISBN 9787540778194.
5. ↑  Harmatta編：《中亞文明史》第二卷，頁356-357。
6. ↑   Litvinsky編：《中亞文明史》第三卷，頁195；榮新江：《中古中國與外來文明》，頁19。
7. ↑   Litvinsky編：《中亞文明史》第三卷，頁195。
8. ↑  榮新江：《中古中國與外來文明》，頁19；榮新江：《華戎交匯》，頁67。
9. ↑   Litvinsky編：《中亞文明史》第三卷，頁197、199。
10. ↑  榮新江：《中古中國與外來文明》，頁36。
11. ↑  榮新江：《中古中國與外來文明》，頁78-79；Litvinsky編：《中亞文明史》第三卷，頁199。
12. ↑  Litvinsky編：《中亞文明史》第三卷，頁199；姜伯勤：《敦煌吐魯番文書與絲綢之路》，頁265。
13. 1 2 3  Litvinsky編：《中亞文明史》第三卷，頁199。
14. ↑  池田溫：〈八世紀中葉敦煌的粟特人聚落〉，頁49。
15. ↑  Litvinsky編：《中亞文明史》第三卷，頁199；姜伯勤：《敦煌吐魯番文書與絲綢之路》，頁263。
16. ↑  榮新江：《中古中國與外來文明》，頁226；榮新江：《華戎交匯》，頁66。
17. ↑  Litvinsky編：《中亞文明史》第三卷，頁216-217。
18. ↑  Harmatta編：《中亞文明史》第二卷，頁223。
19. ↑  Litvinsky編：《中亞文明史》第三卷，頁199、203。
20. ↑  榮新江：《中古中國與外來文明》，頁157；Litvinsky編：《中亞文明史》第三卷，頁212。
21. ↑  姜伯勤：《敦煌吐魯番文書與絲綢之路》，頁242。
22. ↑  Litvinsky編：《中亞文明史》第三卷，頁214。
23. ↑  榮新江：《中古中國與外來文明》，頁158；Litvinsky編：《中亞文明史》第三卷，頁212。
24. 1 2  Litvinsky編：《中亞文明史》第三卷，頁195。
25. ↑  Litvinsky編：《中亞文明史》第三卷，頁6、200；Harmatta編：《中亞文明史》第二卷，頁353。
26. ↑  榮新江：《華戎交匯》，頁77、85。
27. ↑  Litvinsky編：《中亞文明史》第三卷，頁200。
28. ↑  榮新江：《中古中國與外來文明》，頁108-109。
29. ↑  榮新江：《華戎交匯》，頁81-84。
30. ↑  Litvinsky編：《中亞文明史》第三卷，頁12。
31. ↑  榮新江：《華戎交匯》，頁77。
32. ↑  姜伯勤：《敦煌吐魯番文書與絲綢之路》，頁200、204；Litvinsky編：《中亞文明史》第三卷，頁200。
33. ↑  Litvinsky編：《中亞文明史》第三卷，頁196、200。
34. ↑  姜伯勤：《敦煌吐魯番文書與絲綢之路》，頁214、262、216。
35. ↑  Litvinsky編：《中亞文明史》第三卷，頁211。
36. ↑  Litvinsky編：《中亞文明史》第三卷，頁211、216。
37. ↑  Litvinsky編：《中亞文明史》第三卷，頁203、205、208。
38. ↑  Litvinsky編：《中亞文明史》第三卷，頁6、196、201。
39. ↑  Litvinsky編：《中亞文明史》第三卷，頁203-204。
40. ↑  榮新江：《中古中國與外來文明》，頁20；Harmatta編：《中亞文明史》第二卷，頁354。
41. ↑  ；榮新江：《中古中國與外來文明》，頁38、111-112。
42. ↑  Litvinsky編：《中亞文明史》第三卷，頁199；榮新江：《中古中國與外來文明》，頁55、77、87。
43. ↑  池田溫：〈八世紀中葉敦煌的粟特人聚落〉，頁51。
44. ↑  姜伯勤：《敦煌吐魯番文書與絲綢之路》，頁267。
45. ↑  榮新江：《中古中國與外來文明》，頁90、93。
46. ↑  姜伯勤：《敦煌吐魯番文書與絲綢之路》，頁263。
47. ↑  榮新江：《中古中國與外來文明》，頁81、69-73。
48. ↑  榮新江：《中古中國與外來文明》，頁46、56、109。
49. ↑  榮新江：《中古中國與外來文明》，頁51、116、157、108；姜伯勤：《敦煌吐魯番文書與絲綢之路》，頁226。
50. ↑  池田溫：〈八世紀中葉敦煌的粟特人聚落〉，頁52。
51. ↑  榮新江：《中古中國與外來文明》，頁132；池田溫：〈八世紀中葉敦煌的粟特人聚落〉，頁28。
52. ↑  榮新江：《中古中國與外來文明》，頁109、119、63、227。
53. ↑  榮新江：《中古中國與外來文明》，頁95、231。
54. ↑  榮新江：《中古中國與外來文明》，頁95、237、106。
55. ↑  榮新江：《中古中國與外來文明》，頁110、91-92。
56. ↑  榮新江：《中古中國與外來文明》，頁104、110。
57. ↑  Harmatta編：《中亞文明史》第二卷，頁354。
58. ↑  榮新江：《中古中國與外來文明》，頁20；池田溫：〈八世紀中葉敦煌的粟特人聚落〉，頁5-6。
59. ↑  Litvinsky編：《中亞文明史》第三卷，頁211；榮新江：《中古中國與外來文明》，頁20。

## 外部連結
- 榮新江：〈從撒馬爾干到長安——中古時期粟特人的遷徙與入居〉 （页面存档备份，存于）
- 榮新江：〈安史之乱后粟特胡人的动向〉（2003）
- 榮新江：〈薩保与萨薄：佛教石窟壁畫中的粟特商隊首領〉 （页面存档备份，存于）（2005）
- 黃曉峰等：〈榮新江談粟特人研究的通識問題〉（10/6/2012）
- 姜伯勤：〈薩寶府制度源流論略——漢文粟特人墓誌考釋之一〉 （页面存档备份，存于）（1998）